# 卡孔德
卡孔德是巴西圣保罗州的一个市镇。总面积470.487平方公里，总人口19304人，人口密度41人/平方公里。